# Выльгорт (сельское поселение)
Выльгорт (коми Выльгорт) — административно-территориальная единица (административная территория село с подчинённой ему территорией) и муниципальное образование (сельское поселение с полным официальным наименованием муниципальное образование сельского поселения «Выльгорт») в составе муниципального района Сыктывдинского в Республике Коми Российской Федерации.
Административный центр и единственный населённый пункт — село Выльгорт.

## Этимология
Село Выльгорт упоминается с 1586 года. Само же название Выльгорт происходит от коми выль — «новый» и коми горт — «дом», то есть Выльгорт — «починки, новинки».

## История
Статус и границы административной территории установлены Законом Республики Коми от 6 марта 2006 года № 13-РЗ «Об административно-территориальном устройстве Республики Коми».
Статус и границы сельского поселения установлены Законом Республики Коми от 5 марта 2005 года № 11-РЗ «О территориальной организации местного самоуправления в Республике Коми».

## Население
| 2010    | 2011    | 2012    | 2013    | 2014    | 2015    | 2016    |
| ------- | ------- | ------- | ------- | ------- | ------- | ------- |
| 10 289  | ↗10 367 | ↗10 738 | ↗10 979 | ↗11 251 | ↗11 574 | ↗11 756 |
| 2017    | 2018    | 2019    | 2020    | 2021    |         |         |
| ↗11 946 | ↗12 171 | ↗12 494 | ↗12 661 | ↘10 564 |         |         |